# محسن بده
محسن بده (مواليد 18 يوليو 1997) هو لاعب كرة قدم موريتاني محترف في صفوف نادي الرجاء البيضاوي المغربي ومنتخب موريتانيا الوطني، بدأ مسيرته الكروية في أندية محلية مغمورة في مدينة نواكشوط، واستدعي أول مرة للمنتخب الوطني من طرف المدرب كورينتين مارتينز عام 2017.